# 1-ブチン
1-ブチン（英: 1-butyne）は、分子式 C4H6、構造式 CH≡C−CH2−CH3 で表されるアルキンの一種。エチルアセチレンとも呼ばれる。常温では可燃性のある無色の気体で、有機合成化学などに用いられる。三重結合の位置が異なる異性体に、2-ブチンがある。